# Dlouhé rozptýlené jaderné elementy
Dlouhé rozptýlené jaderné elementy (Long interspersed nuclear elements - LINEs) jsou několik kbp (tisíc párů bází) dlouhé repetitivní DNA sekvence, patřící do skupiny non-LTR retrotranspozonů, tj. transpozonů (pohyblivých DNA sekvencí), které při svém pohybu v rámci genomu (transpozici) používají přechodný přepis do RNA. Jedná se o autonomní transpozony, to znamená, že si samy kódují proteiny potřebné k transpozici. Jsou široce rozšířenou součástí genomu mnoha eukaryot, např. v lidském genomu tvoří asi 21%.

## Historie objevu
První popis přibližně 6.4 kb dlouhé sekvence pocházející z LINE elementu publikovali J. Adams et al. v roce 1980.

## Typy LINE elementů
LINE-1/L1-element je jediný LINE element, který je v lidském genomu doposud aktivní. Nachází se u všech savců. Nicméně pozůstatky L2 a L3 LINE elementů se v lidském genomu nacházejí také.

## Struktura
Typický L1 element je přibližně 6000 bp (párů bází) dlouhý. Je tvořen dvěma nepřekrývajícími se otevřenými čtecími rámci (open reading frames, ORF), které jsou rámovány nepřekládanými oblastmi (untranslated regions - UTRs) a TSD (target site duplication - duplikace cílového místa) sekvencemi.

### První ORF
První otevřený čtecí rámec kóduje RNA-vážící protein o délce 500 aminokyselin o molekulové hmotnosti 40 kDa. Tato bílkovina obsahuje motiv leucinového zipu a funguje jako chaperon.

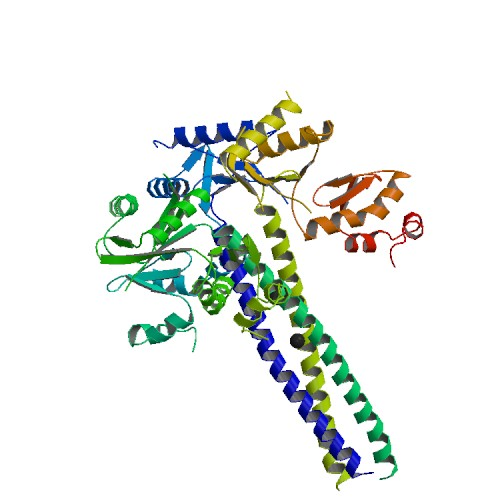
Trimerická struktura a flexibilita proteinu L1ORF1 v lidské L1 retrotranspozici

### Druhý ORF
Druhý otevřený čtecí rámec kóduje bílkovinu o molekulové hmotnosti 150 kDa, která funguje jako endonukleáza a reverzní transkriptáza.

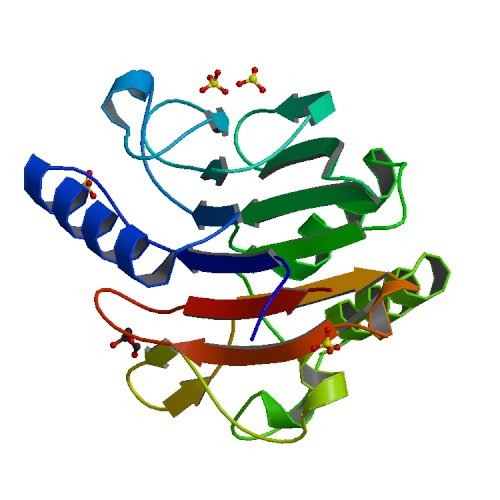
Krystalová struktura endonukleázy lidského retrotranspozonu LINE-1, která rozštěpením jednoho z vláken hostitelské DNA vytváří místo pro vložení retrotranspozonu

### UTR (nepřekládaná oblast)
5' nepřekládaná oblast (UTR) L1 elementu obsahuje silný interní promotor pro RNA polymerázu II ve směru transkripce a slabší promotor proti směru transkripce.

## Výskyt

### U lidí
Prvotní analýza sekvence lidského genomu zjistila, že LINE elementy tvoří 21% celého genomu a počet jejich kopií je přibližně 850000. Neautonomní SINE elementy, které závisí při své proliferaci na L1 elementech tvoří 13% lidského genomu při počtu kopií okolo 1,5 milionu.

## Mechanismus propagace
LINE elementy se šíří mechanismem reverzní transkripce zahajované cílovou DNA. Tento mechanismus byl poprvé popsán pro R2 bource morušového: R2 element (v našem případě ORF2) rozštěpí jeden z DNA řetězců v cílovém místě, čímž se uvolní 3'OH skupina pro R2 (ORF2) reverzní transkriptázu pro zahájení reverzní transkripce LINE RNA transkriptu. Po reverzní transkripci dochází k odštěpení původního cílového řetězce a integraci nově vytvořené cDNA.

## Regulace LINE aktivity
Hostitelské buňky mohou regulovat L1 retrotranspoziční aktivity např. pomocí mechanismu RNA interference, kdy siRNA (malá interferující - small interfering RNA) odvozená od L1 sekvence vede k supresi L1 retrotranspozice.